# Хисъярви
Хи́съя́рви (Хисярви, Хийси-ярви, Хийс-ярви; фин. Hiisjärvi) — озеро на территории Лоймольского сельского поселения Суоярвского района Республики Карелия.

## Общие сведения
Площадь озера — 1,3 км². Располагается на высоте 78,0 метров над уровнем моря.
Форма озера лопастная, продолговатая: вытянуто с северо-запада на юго-восток. Берега каменисто-песчаные, возвышенные.
Через озеро протекает река Лоймоланйоки.
В озере около десятка островов различной площади, однако их количество может варьироваться в зависимости от уровня воды. Наибольший из островов — Сурисари (фин. Suurisaari).
Населённые пункты возле озера отсутствуют. Ближайший — деревня Кясняселькя — расположен в 12 км к югу от озера.
Название озера переводится с финского языка как «озеро лешего».
Код объекта в государственном водном реестре — 01040300211102000014206.

## Панорама

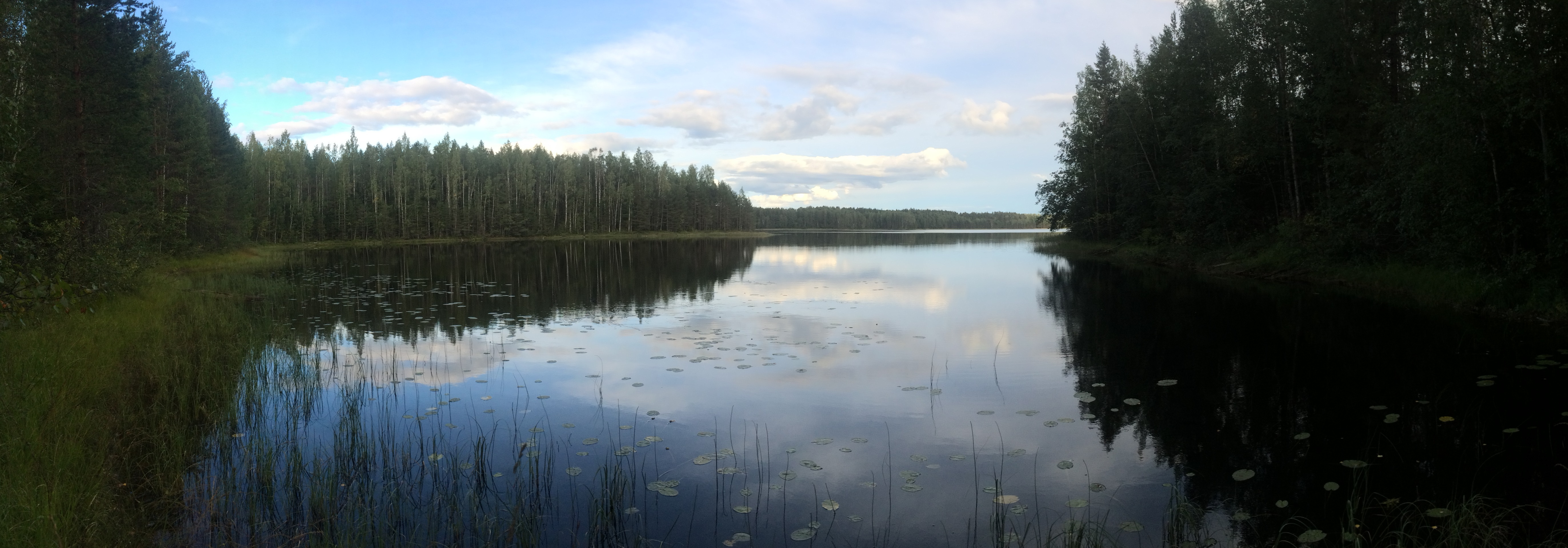
Панорама